# Dominique (pays)
Pour les articles homonymes, voir Dominique.
Ne pas confondre avec la République dominicaine
Commonwealth de la Dominique
(en) Commonwealth of Dominica 
La Dominique (en anglais : Dominica ; en créole dominiquais : Donmnik ; en kalinago : Wai'tu kubuli) en forme longue le Commonwealth de la Dominique, ou Commonwealth de Dominique, est un pays insulaire de la mer des Caraïbes situé dans l'archipel des Petites Antilles, entre les îles françaises des Saintes et de Marie-Galante (deux dépendances de la Guadeloupe) au nord, et la Martinique au sud. Son nom kalinago est Wai'tu kubuli qui signifie « Son corps est grand ».
Le premier Européen à l'avoir abordée est Christophe Colomb, lors de son deuxième voyage, en 1493. Avant son indépendance en 1978, la Dominique était un État associé de la couronne britannique (États associés des Indes occidentales) et, avant 1967, une colonie britannique membre de l'éphémère fédération des Indes occidentales (1958-1962). L'île a auparavant connu une présence française jusqu'au traité de Paris de 1763. Toutefois, la France occupe de nouveau brièvement l'île à deux reprises par la suite (1778 et 1814).

## Toponymie
L'appellation kalinago (précolombienne) de l'île est Wai'tu kubuli et qui signifie « Son corps est grand ».
Le nom actuel de l'île provient du mot espagnol Domingo signifiant « dimanche » en français - puisque c'est le dimanche 3 novembre 1493 que l'île fut longée par Christophe Colomb - d’où proviennent ses noms actuels, Dominique en français et Dominica en anglais.

## Histoire

### Population autochtone pré-colombienne
L’île est initialement habitée par le peuple autochtone des Arawaks, dont se revendiquent les Kalinagos (amérindiens des Antilles).

### Colonisation et conquête espagnole 1493-1625

La Dominique sur le trajet du deuxième voyage de Christophe Colomb (1493-1496).

Le dimanche 3 novembre 1493, lors de son deuxième voyage aux Amériques, Christophe Colomb longe les rivages de l’île qu'il appelle ainsi en espagnol Domingo.
Les Kalinagos doivent leur survie aux reliefs escarpés de la Dominique, à ses forêts denses et sauvages. Venus du nord du Venezuela, ils s'étaient installés sur l'île des siècles avant que Christophe Colomb n'arrive. Mais c'est ici seulement, isolés dans la nature, qu'ils ont échappé à l'extermination dont ils ont été victimes partout ailleurs dans les Antilles, du fait de la violence des Européens mais surtout des maladies apportées par eux. En 1903, la Couronne britannique leur rend quelques terres en pleine propriété.

### Souveraineté française 1625-1763
En 1625, lors de la guerre de Trente Ans, les Espagnols laissent la place aux Français puis au cours du XVIIe siècle, Français et Anglais s'affrontent pour la possession de l'île. Deux fois leurs canonnades détruisent totalement la ville de Roseau. En 1660, Français et Anglais abandonnent l'île aux Kalinagos et la déclarent zone neutre ; pour mettre fin aux conflits, un traité de paix est signé entre les Français, les Anglais et les Kalinagos.

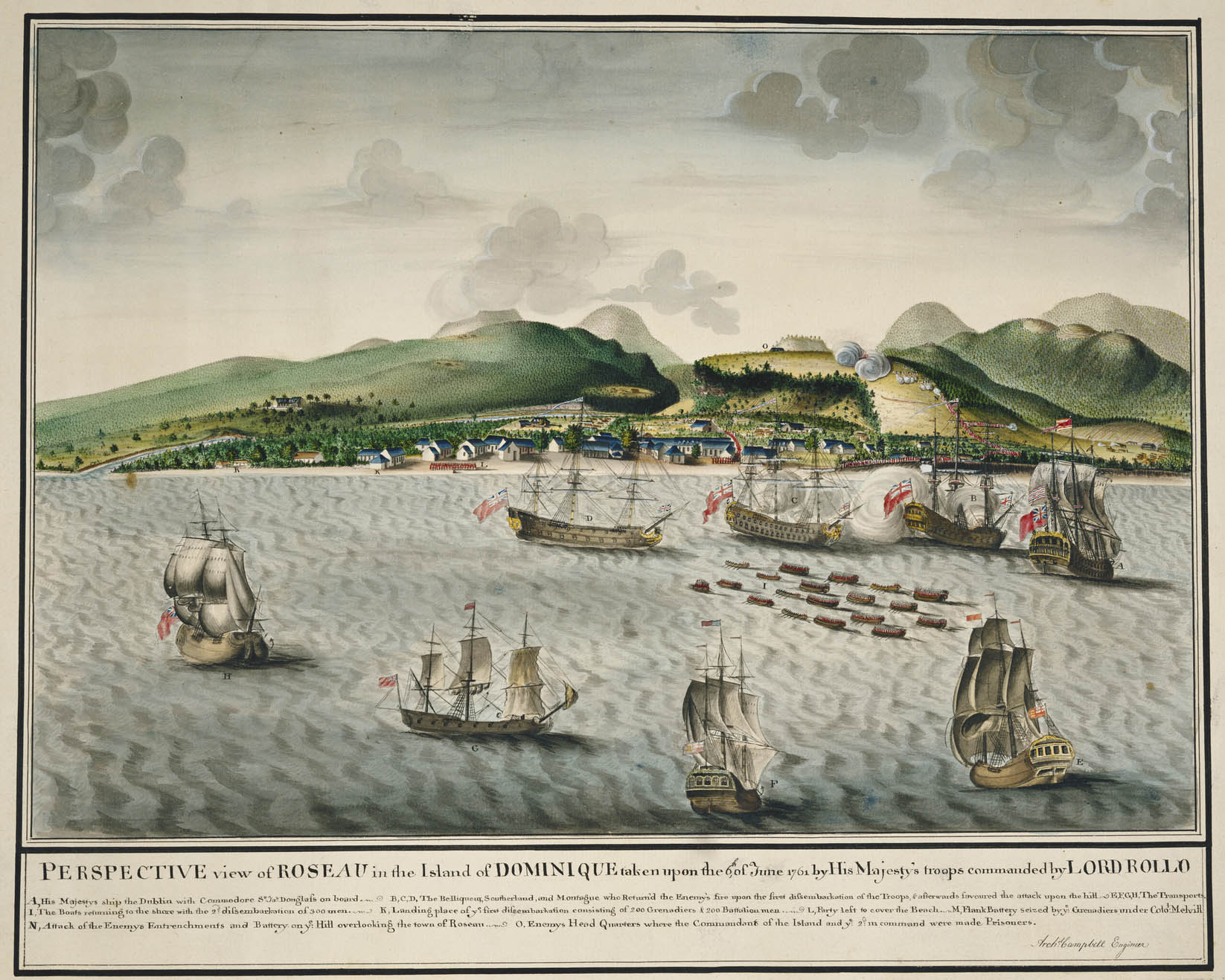
Invasion de l'île de la Dominique par les Anglais (vue depuis la baie de Roseau), Sir Archibald Campbell, 1761.

Déjà installés à la Martinique et à la Guadeloupe, les Français s'implantent petit à petit à la Dominique en y introduisant la culture du café. Ils importent des esclaves africains pour résoudre le problème de main-d'œuvre. Cependant, les Britanniques s'approprient l'île en 1759.

### Alternances franco-anglaises 1763-1814

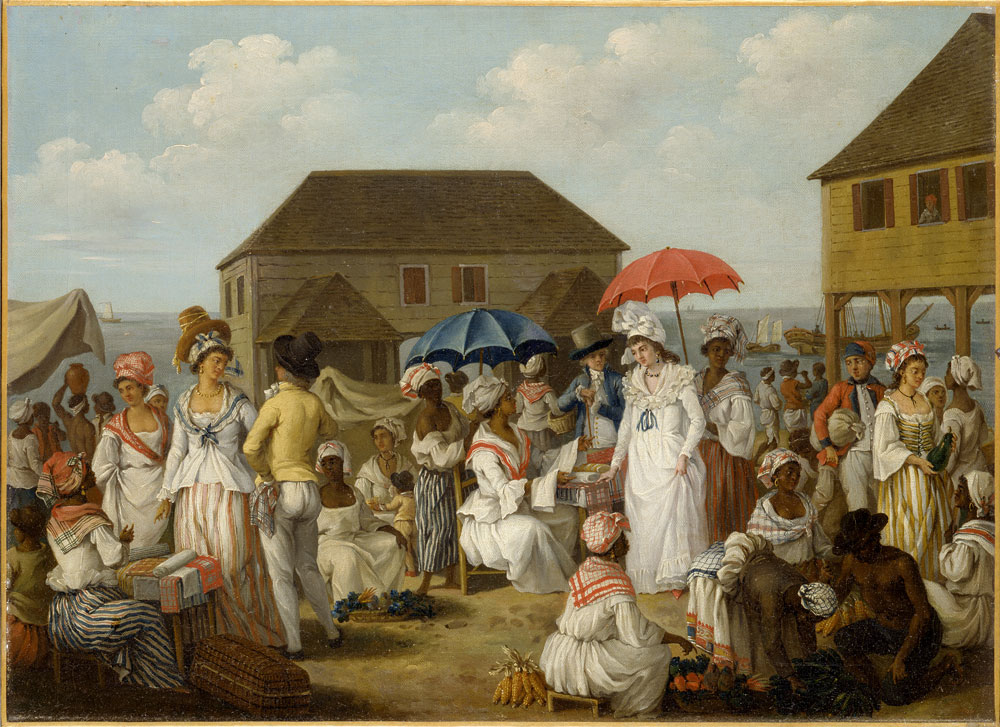
Scène de marché intitulé Linen Market, à la Dominique. Agostino Brunias, 1770.

À l'issue de la guerre de Sept Ans, par le traité de Paris de 1763, la France cède la Dominique à la Grande-Bretagne. Par la suite, les Français rompent le traité et s’emparent par deux fois de la Dominique. 
En 1778, durant la guerre d'indépendance des États-Unis d'Amérique, sous le commandement du marquis François Claude de Bouillé, 1 800 hommes du régiment d'Auxerrois et quelques grenadiers et chasseurs tirés des régiments de Viennois et de la Martinique, débarquent le 7 septembre à huit heures, à la Dominique. Aussitôt, trente chasseurs courent à toutes jambes à la batterie de la Loubière, qui faisait, ainsi que le fort du Roseau, un feu des plus vifs sur le débarquement. Ils se jettent dans les embrasures et s'emparent du fortin sans perdre un seul homme. Dans le même temps, le colonel vicomte de Damas attaque les hauteurs qui dominent la ville et le fort du Roseau, s'en rend maitre, et s'apprête à donner l'assaut à la ville lorsque l'ennemi arbore le drapeau blanc. Le lendemain, le gouverneur William Stuart capitule pour tous les autres forts de l'ile. Outre la garnison, qui est tout entière fait prisonnière de guerre, cette conquête a pour trophée 64 pièces de canon et 24 mortiers. 

En 1814, après avoir incendié Roseau, les Français décident de quitter l’île en échange d’une indemnité, et l'île redevient britannique.

Carte de la Dominique, Jefferys Thomas (1760)
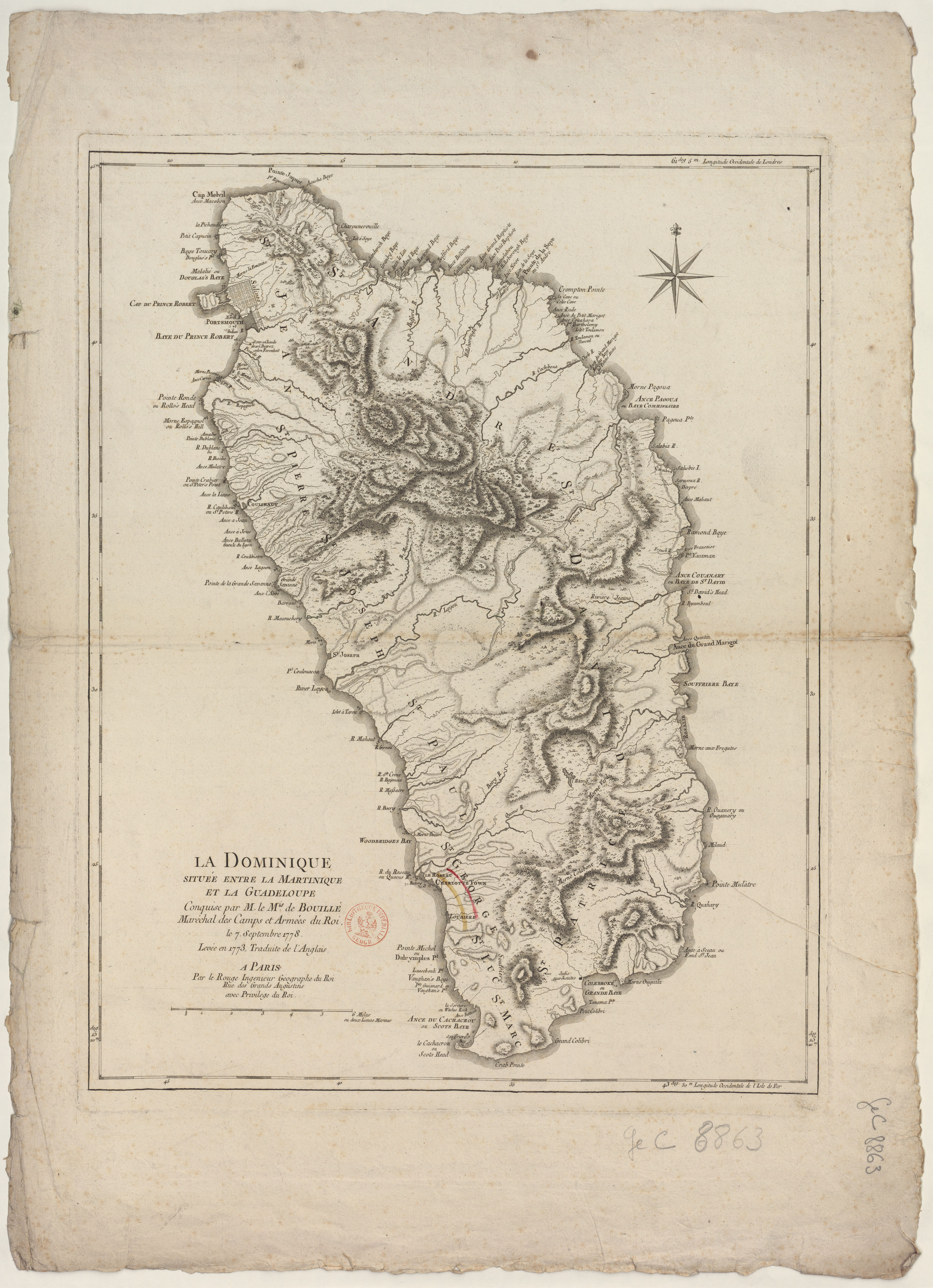
Carte de la Dominique, Le Rouge (1773).
Plan de la conquête de l'Ile de La Dominique, Marquis de Bouillé (1778).
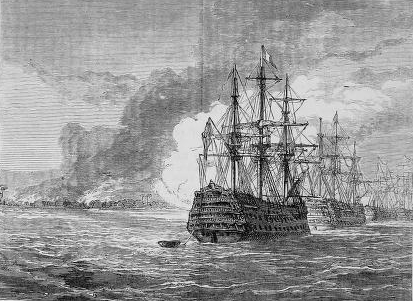
Vue de l'incendie de la ville de Roseau, James Grant (1805).

### Colonie britannique 1814-1956

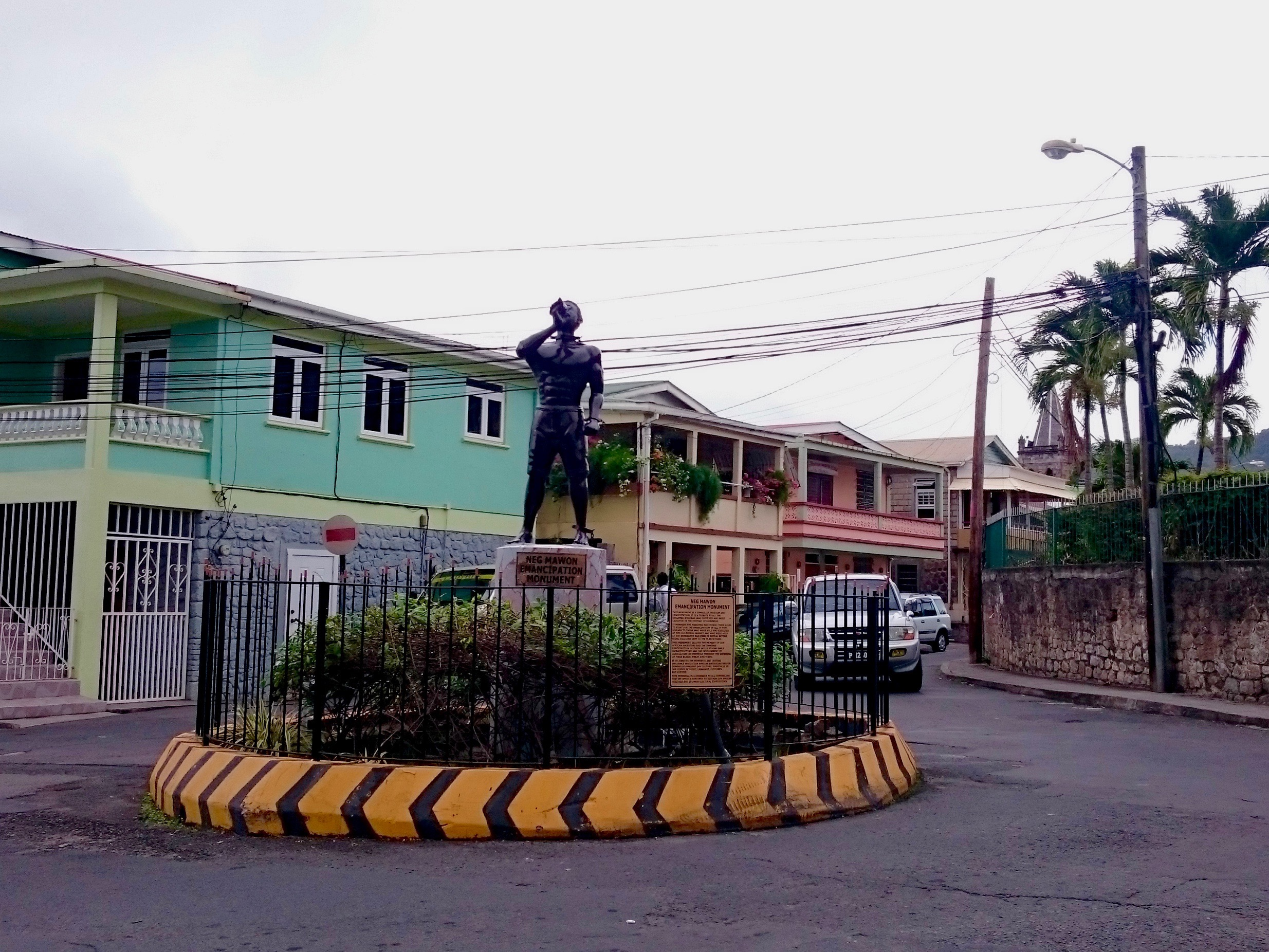
Statue d'un Neg Mawon (monument dédié à l'émancipation des esclaves en 1838), Roseau.

L'esclavage est aboli à la Dominique en 1833. Comme il ne l'est qu'en 1848 dans les îles voisines de la Martinique et de la Guadeloupe, de nombreux esclaves s'enfuient de ces îles pendant cette période, à l'aide de moyens de fortune, souvent de simples pirogues, pour trouver refuge à la Dominique.
En 1898, l'île reçoit le statut de colonie de la Couronne britannique.

### Ébauches d'indépendances 1956-1978
En 1956, elle acquiert son indépendance au sein de l'éphémère Fédération des Antilles britanniques. En 1967, elle devient un des États associés des Indes occidentales et un membre du Commonwealth et entame l’instauration d’un régime démocratique.

### République indépendante en 1978
L’indépendance de la Dominique est déclarée le 3 novembre 1978, lors du 485e anniversaire de sa découverte par Christophe Colomb.
Aujourd'hui, les 3 000 descendants des Indiens Caraïbes, derniers héritiers de ces peuples précolombiens, vivent pour la plupart dans le territoire Kalinago (Réserve Caraïbe), de 1 480 hectares, autour de la petite ville de Salybia, au nord-est de l'île. Bien que métissés, ils cultivent leur identité propre et ont sauvegardé leur langue.
Le 19 septembre 2017, à la suite du passage de l'ouragan Maria, le Premier ministre Roosevelt Skerrit déclare : « [les habitants de la Dominique] ont perdu tout ce qui pouvait être perdu ».

## Géographie physique

### Localisation
L’île de la Dominique est située en plein cœur des Petites Antilles, à 41 km au nord-nord-ouest des côtes de la Martinique, à 29 km au sud-est des côtes des Saintes et autant au sud-sud-ouest de celles de Marie-Galante ; ces dernières constituant deux des dépendances de la Guadeloupe.

#### Territoires limitrophes

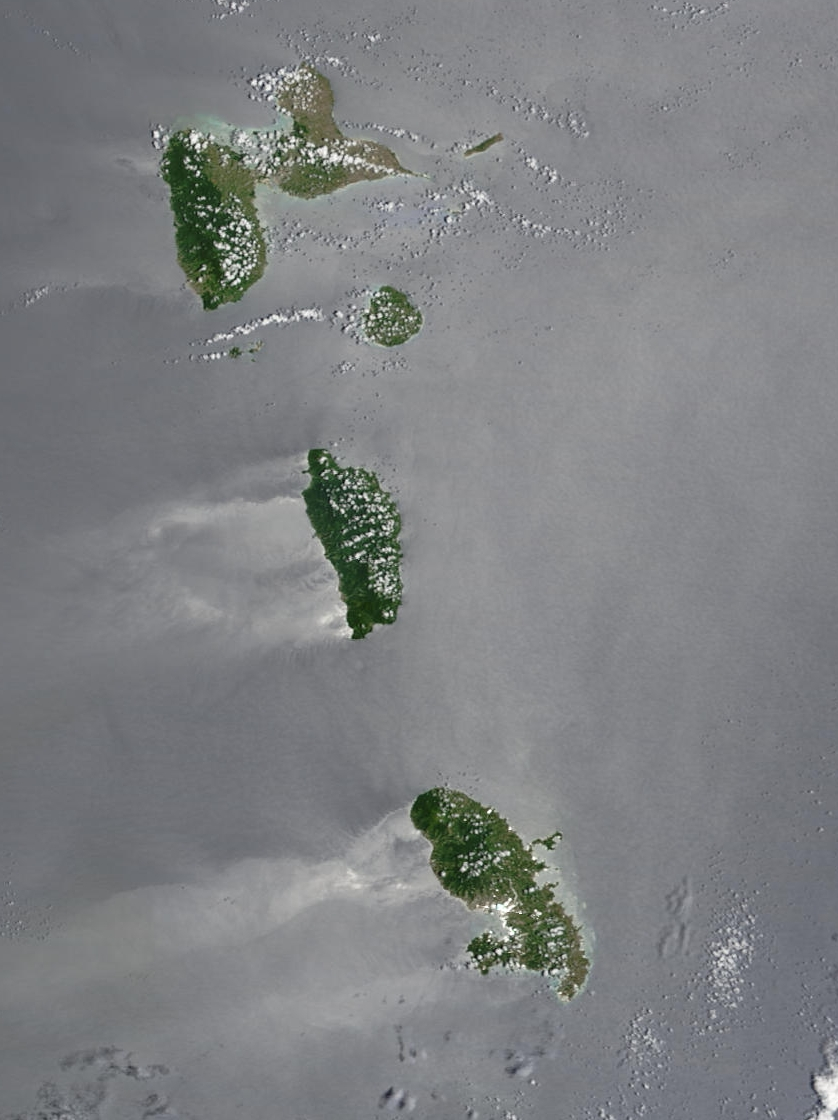
L'île de la Dominique se situe entre la Martinique (localisée au sud) et la Guadeloupe (localisée au nord).

| Porto Rico, à 612 km | Guadeloupe, à 86 km | Portugal, à 5 670 km |
| Belize, à 2 865 km   | Dominique(Pays)     | Cap-Vert, à 4 060 km |
| Venezuela, à 800 km  | Martinique, à 88 km | Barbade, à 310 km    |

### Géologie
Géologiquement, la Dominique fait partie de l'arc volcanique des Petites Antilles. Une dorsale montagneuse centrale coupe le pays selon un axe nord-ouest vers sud-est. Elle crée d'importantes pentes volcaniques et de profondes vallées, où l'altitude varie de 300 mètres à 1 400 mètres au-dessus du niveau de la mer.
L'île témoigne d'un volcanisme de type récent, d'intense activité, comme l'attestent les sites du « Boiling Lake » (« Lac en ébullition ») et de la « vallée de la Désolation » dont les sources chaudes émettent des vapeurs sulfureuses qui en désertifient les abords, contrastant ainsi avec les forêts tropicales environnantes.

### Superficie et topographie

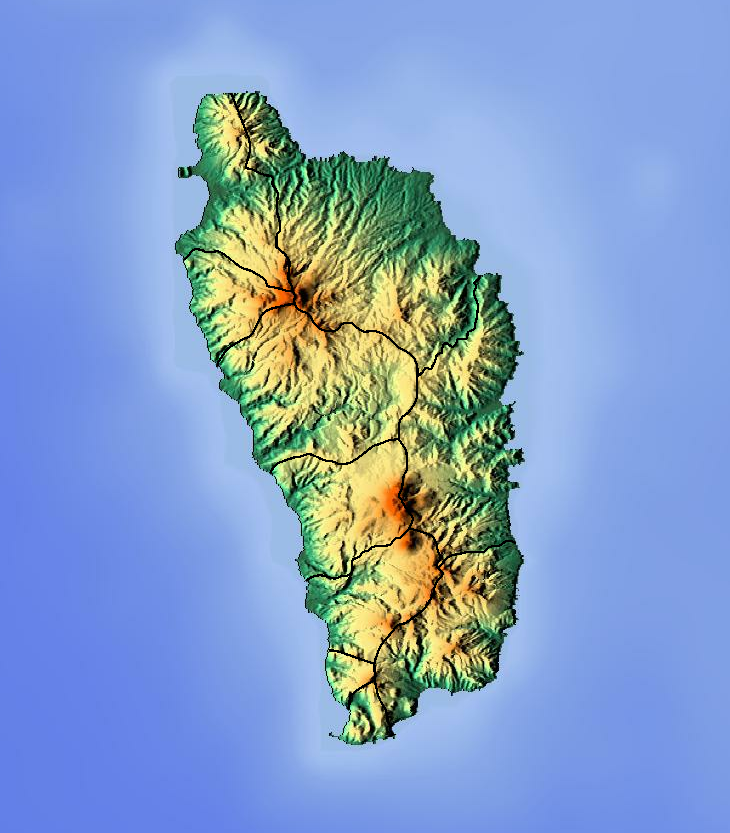
Carte topographique de la Dominique.

La Dominique mesure 46 km de longueur, sur 25 km de largeur, pour une superficie de 754 km2. L'île est composée d'une chaîne de hauts pitons depuis son extrémité septentrionale à sa pointe méridionale ; le plus élevé, le morne Diablotins, culmine à 1 447 m. 
La Dominique revendiquait l'île de Aves, située à  230 km à l'ouest, détenue par le Venezuela, mais a renoncé, en 2007, à celle-ci.

### Hydrographie
Surnommée l'île aux 365 rivières, les principales rivières se jetant à l'ouest dans la mer des Caraïbes sont le Layou (21,8 km) et le Roseau (20 km), et le principal fleuve se jetant à l'est dans l'océan Atlantique est le Toulaman (15 km).

Également, la Dominique compte environ trente chutes d’eau formant des piscines naturelles ainsi que des sources d’eaux chaudes. Enfin, le plus grand lac de cratère de l'île est le lac Boeri, situé dans le parc national.

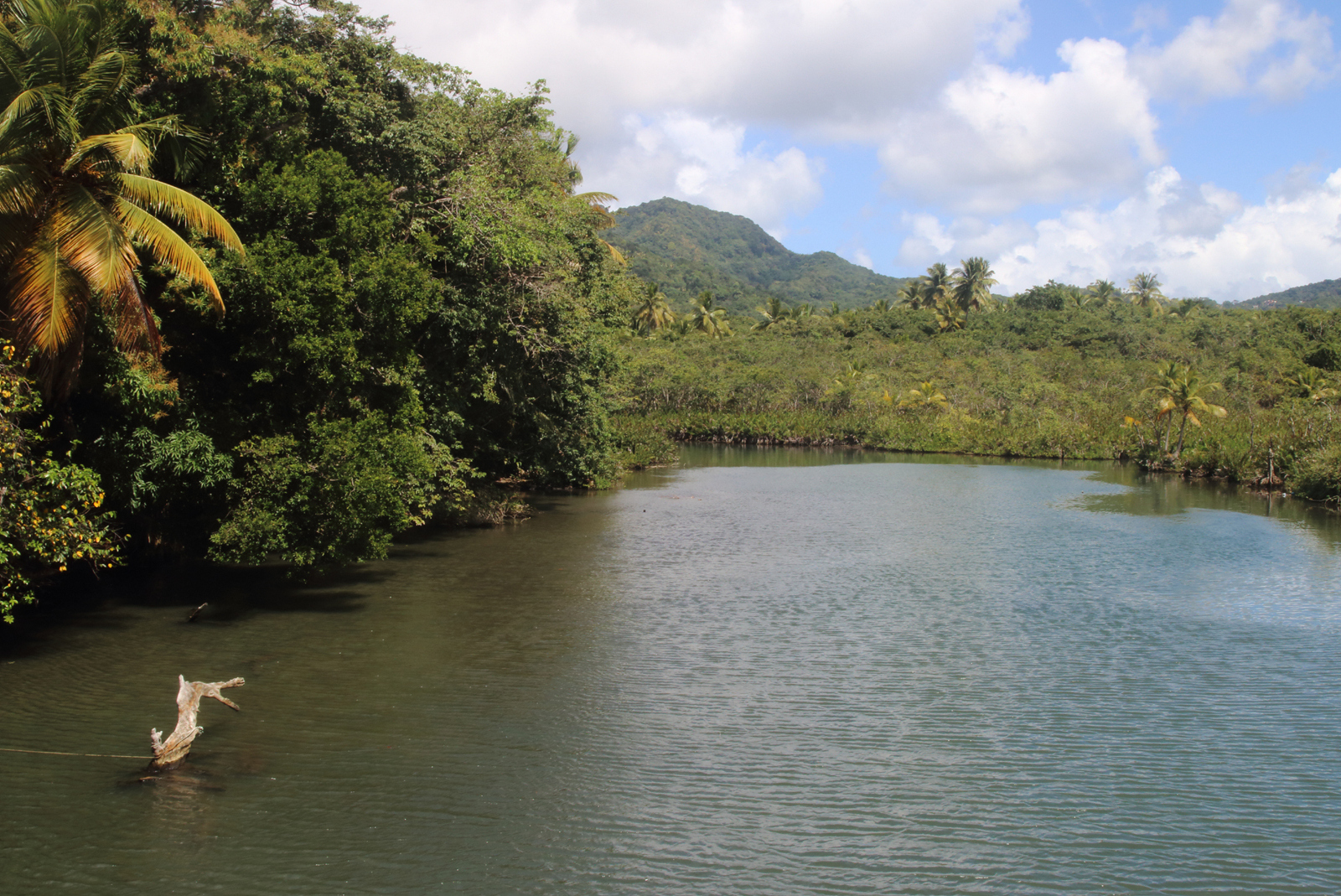
Indian river.
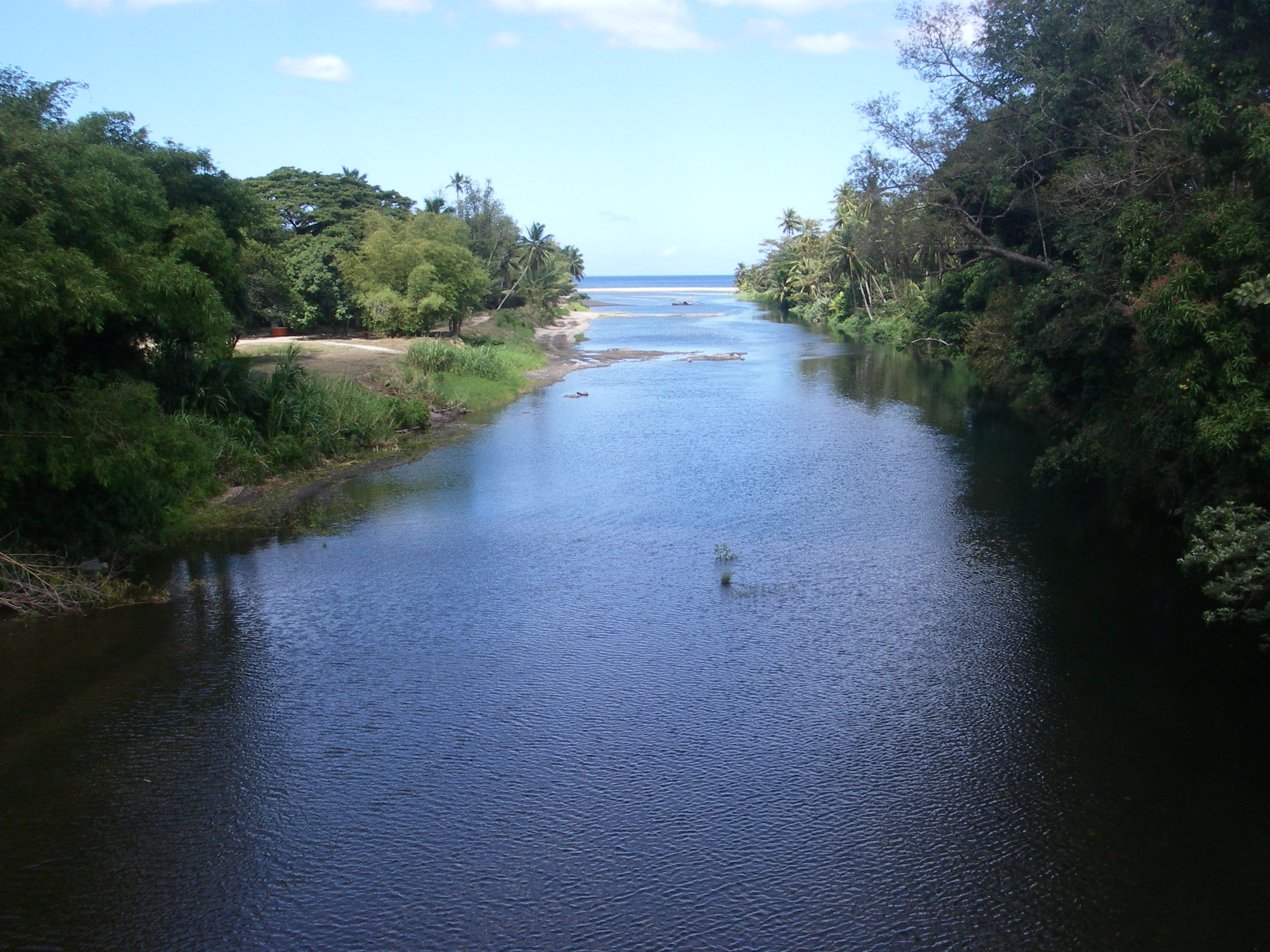
Layou river.
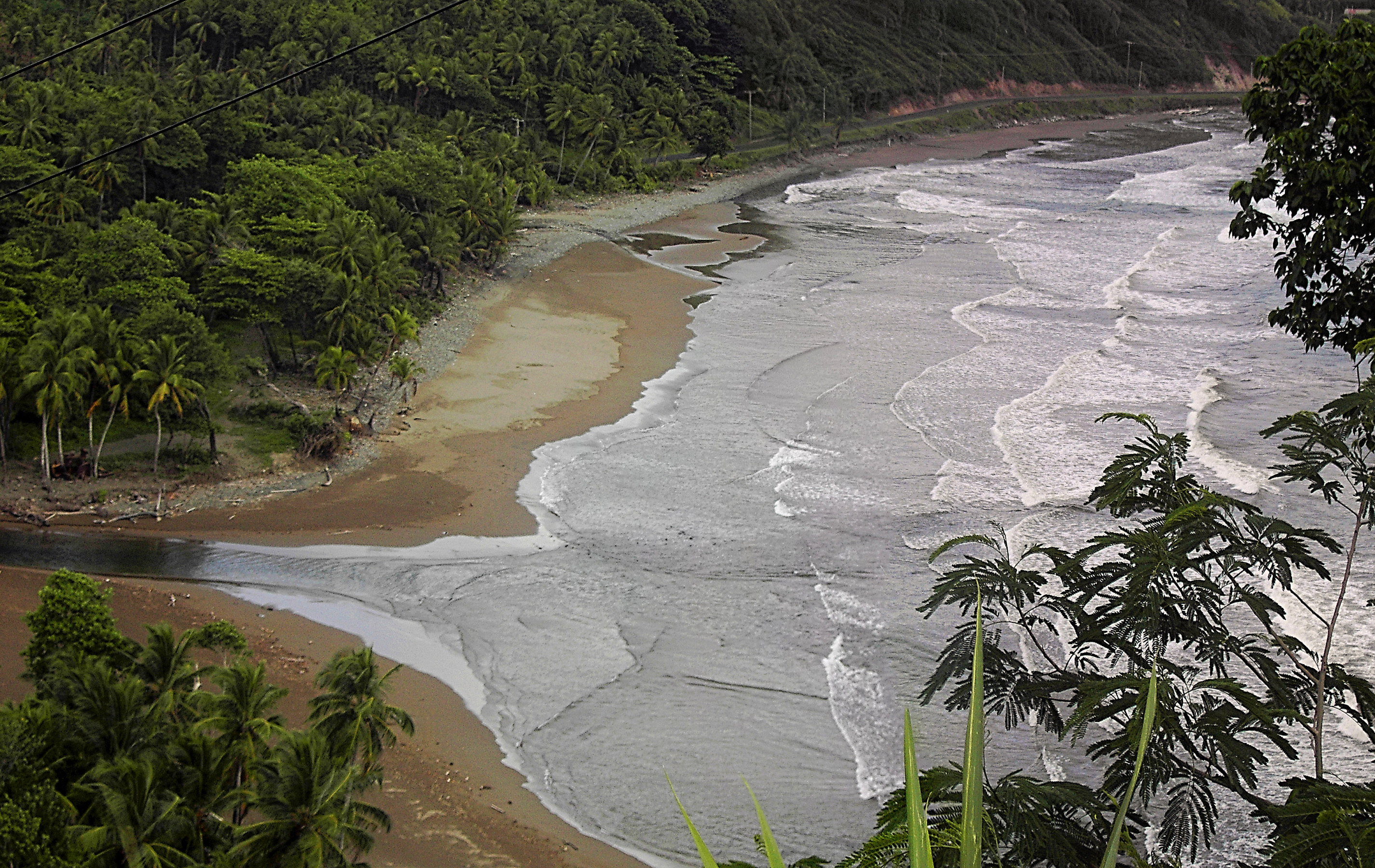
Embouchure de la Pagua river.

### Climat
La Dominique bénéficie d'un climat tropical humide typique, avec des températures élevées et de fortes précipitations.

## Milieu naturel et protection de l'environnement

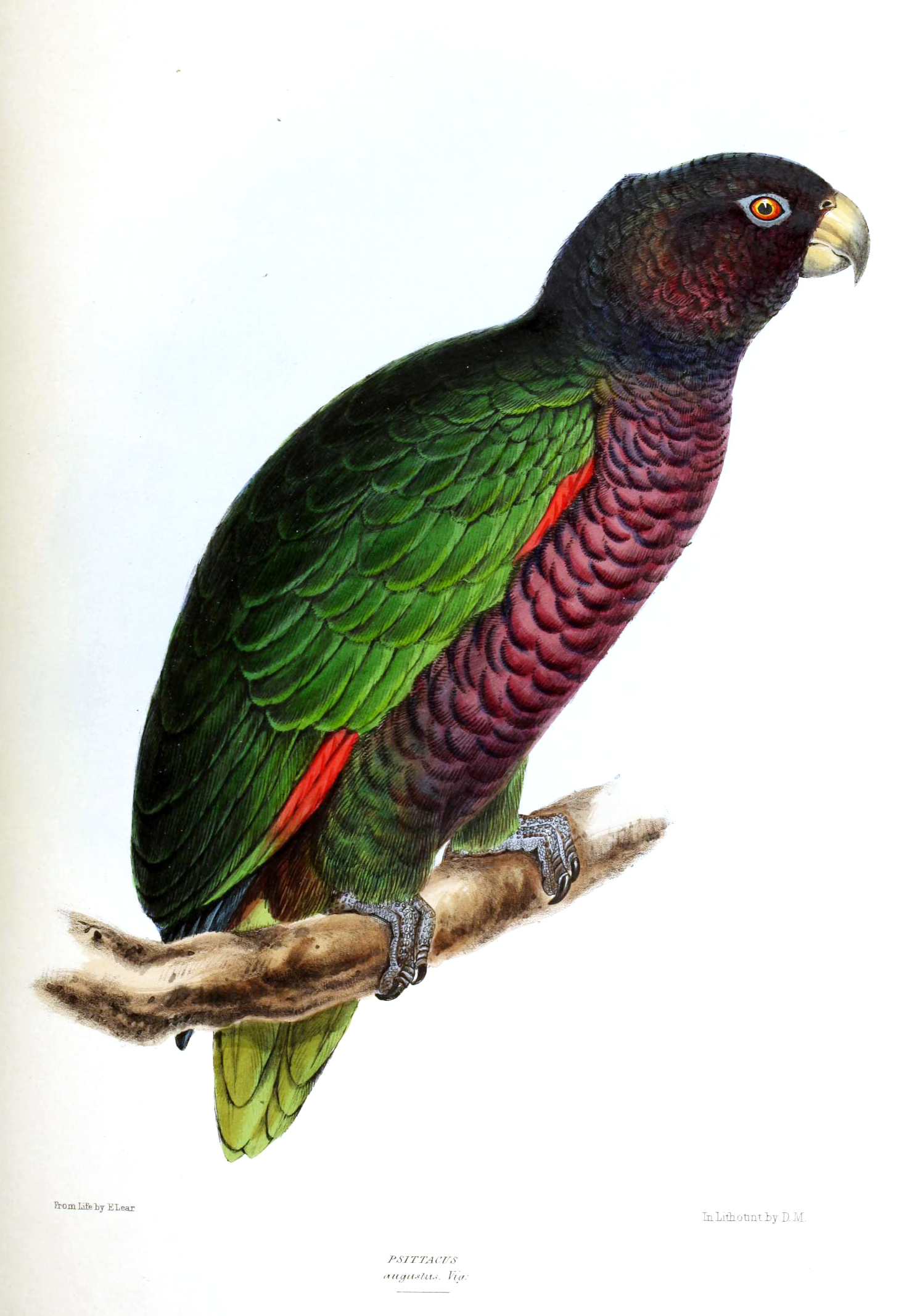
L'Amazone impériale dit « sisserou » : oiseau endémique et emblème de l'île de la Dominique.

Le parc national de Morne Trois Pitons est classé au patrimoine mondial naturel par l’Unesco. Aussi, le pays comporterait six sortes de forêts tropicales[réf. souhaitée] dont une forêt tropicale humide.

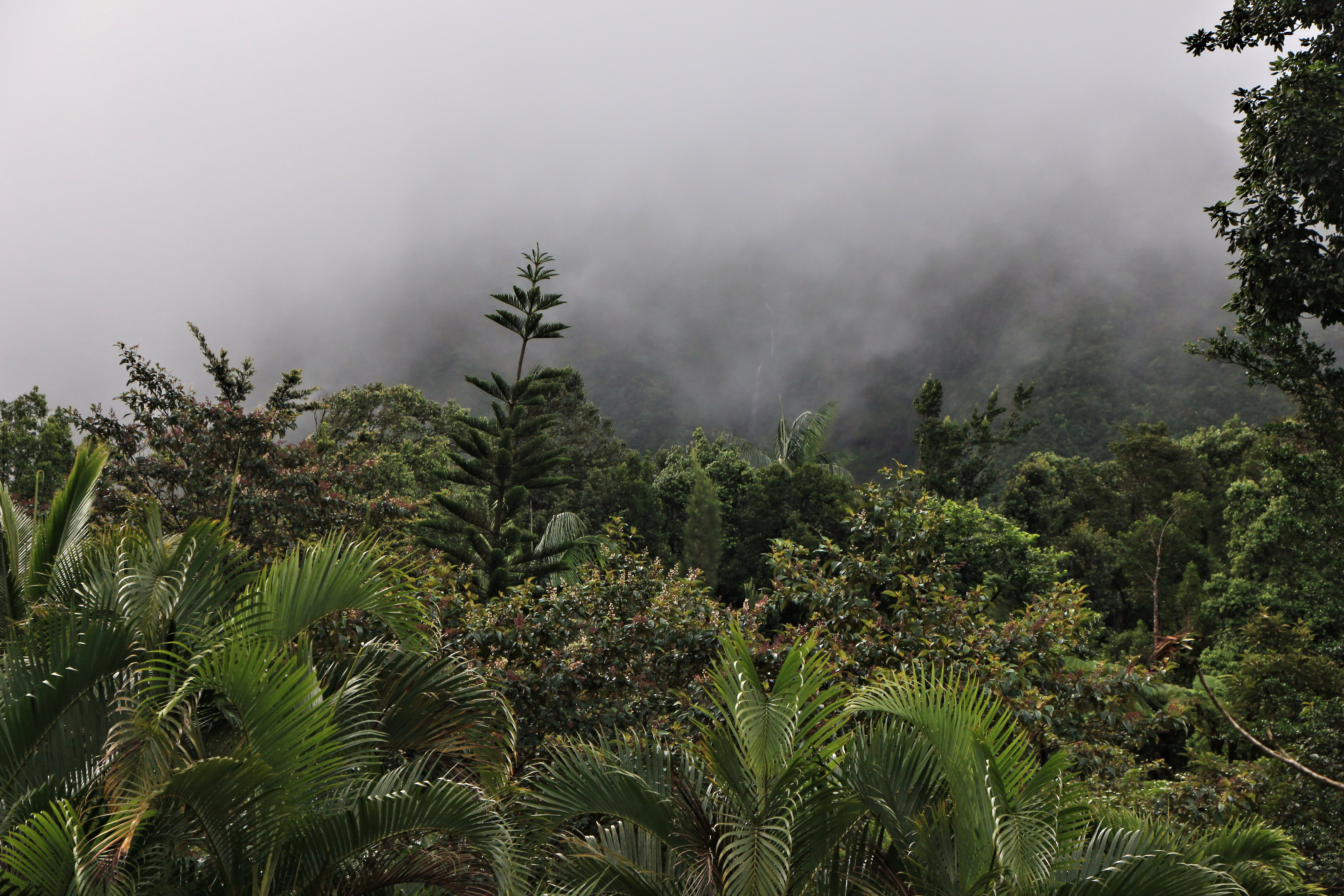
Forêt pluviale de la Dominique.

Le parc national du Morne Diablotin est situé dans les chaines montagneuses du nord de l’île. Il s’étend sur plus de 3 300 hectares et a été fondé en 2000 pour protéger l’habitat d’une espèce en danger, le perroquet Sisserou, animal emblème de La Dominique. C'est une région difficile d'accès, à l'est des villages de Colihaut (ou Coulihaut) et de Dublanc.
Toutefois, les richesses écologiques de l'île ont été affectées par le développement de l'agriculture et des bananeraies, ainsi que par l'introduction de nombreuses espèces exogènes, devenant parfois invasives.

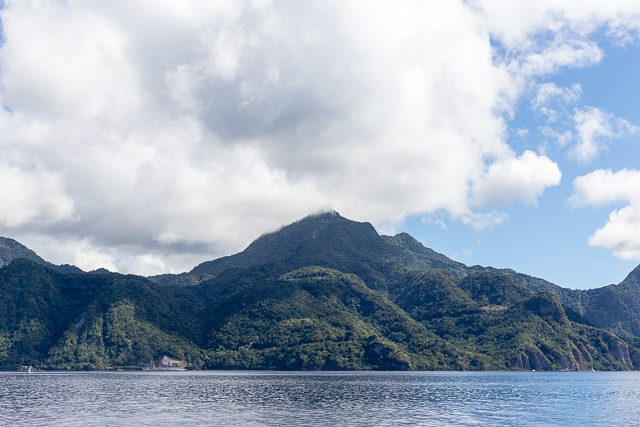
Montagne dominiquaise.

Après une économie basée sur l'agriculture et l'exportation de bananes, qui a rendu l'île vulnérable aux catastrophes climatiques et aux crises du marché, la Dominique a souhaité développer un programme d'écotourisme, récompensé par la certification Green Globe 21 validant la qualité écotouristique de cette destination, pour la première fois[Quand ?] attribuée à une île des Caraïbes. La Dominique veut aller plus loin avec, depuis 2007, un programme de dix ans visant à transformer l'île en une « île biologique » par la conjugaison de l’écotourisme, de l’agrotourisme et d'un tourisme de santé, avec la conversion de l'agriculture à la production biologique, un commerce éthique et équitable ne nécessitant pas de consommation excessive des ressources naturelles.

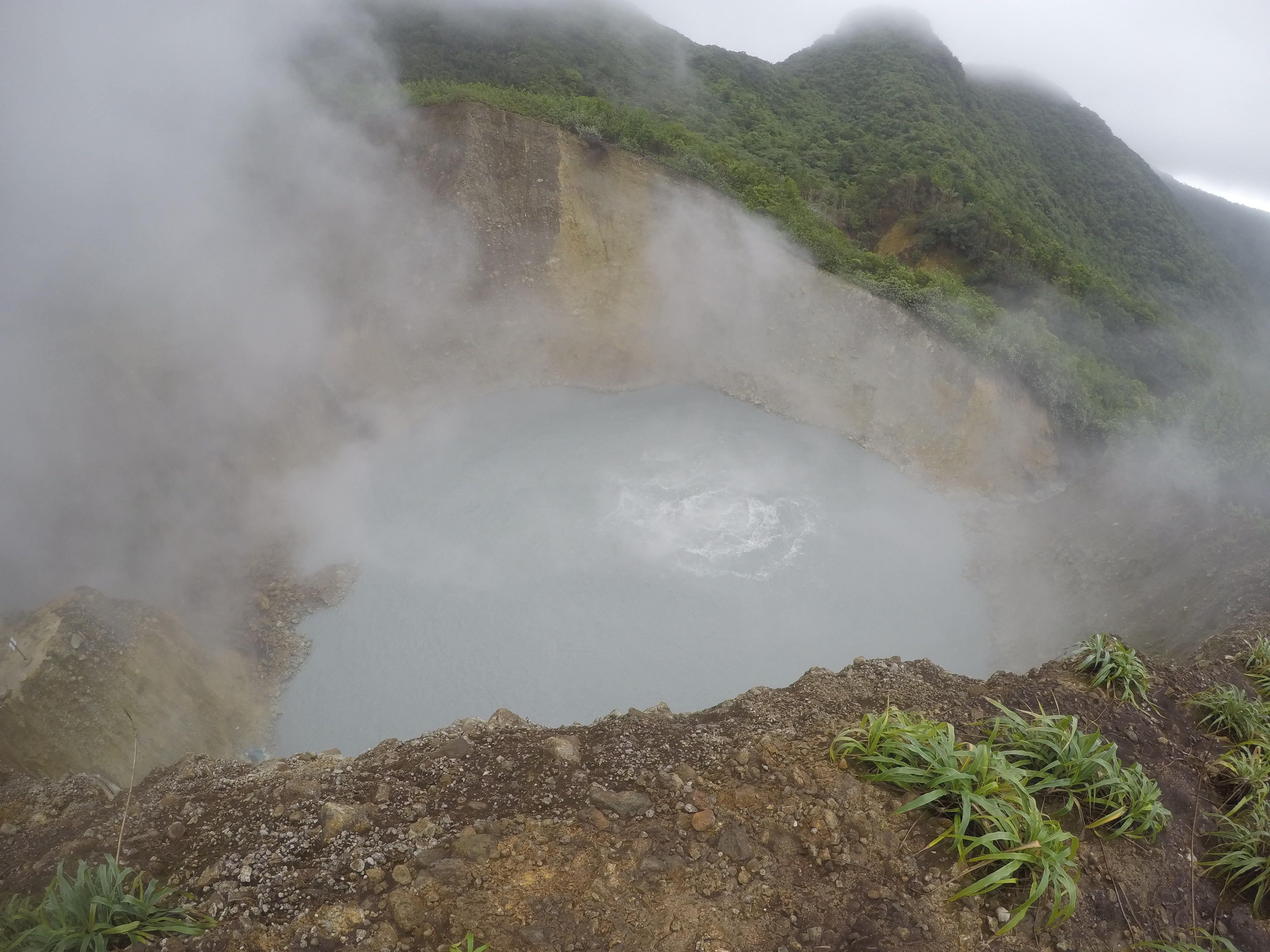
Lac volcanique bouillant de la Dominique.

L'« île nature » a ouvert en janvier 2011 un sentier de randonnée, inédit dans les Caraïbes, le Waitukubuli National Trail (WNT). Long de 185 kilomètres, partagé en quatorze segments, il traverse le territoire du sud au nord en reprenant les chemins tracés par les anciens habitants, explique Edison Henry, le chef du projet. La flore typique comprend manguiers, corossols et gommiers. La faune typique est représentée par le « sisserou » (Amazone impériale), un grand perroquet au ventre pourpre et aux ailes vertes, unique au monde, emblème national de la Dominique.
Certaines rivières comportent des chutes d'eau (Victoria, Sari Sari, Middelham…). La Dominique abrite le deuxième plus grand lac bouillonnant de la planète, au cœur du parc national de Morne Trois Pitons, classé au patrimoine mondial.

## Géographie humaine

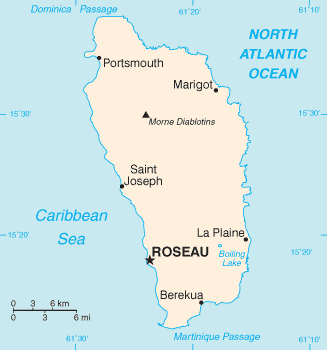
Carte des principales villes de la Dominique.

Les habitants de l’île, les Dominiquais et Dominiquaises, au nombre de 75 000, sont concentrés essentiellement sur la côte ouest, à Roseau, la capitale, forte de 24 000 habitants, et à Portsmouth (3 634 habitants en 2006), au nord. Il demeure encore 3 000 autochtones, préservant leurs traditions, sur la côte est.

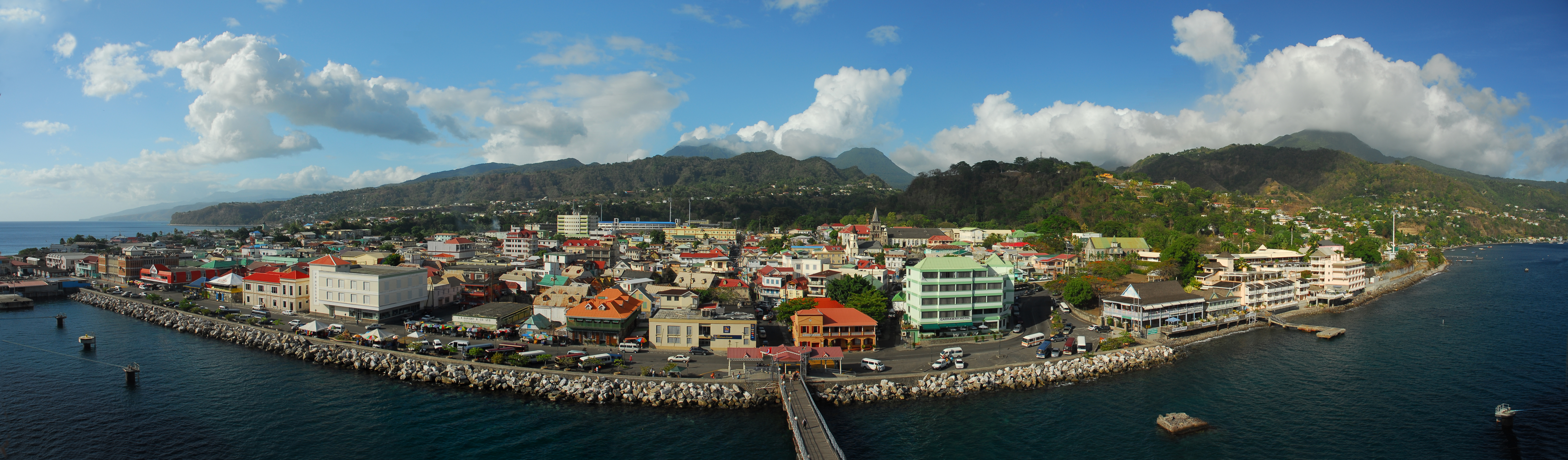
Vue panoramique de la ville de Roseau (capitale de la Dominique).

## Axes de communication et transports
L'infrastructure routière repose sur un total de 1 512 km de route, dont 762 km sont revêtues. Le réseau routier principal connecte les principaux foyers de population en longeant les côtes de la moitié nord-ouest du pays et en traversant les terres intérieures par deux transversales. Le reste est desservi par des routes secondaires ou des pistes.
Ce réseau routier est le support d'un réseau de bus qui sillonnent les grands axes de l'île, principalement la moitié ouest de la Dominique. Les bus côtoient en outre des taxis.
Il existe une liaison maritime desservant certaines îles des Petites Antilles. Tandis qu'un port en eau profonde permet l'accueil de navires plus imposants.
La Dominique est aussi connectée au reste du monde par voie aérienne via l'aéroport Douglas-Charles, principale infrastructure aéroportuaire du pays. Cet aéroport ouvre la Dominique au trafic régional du bassin caraïbe, mais ne reçoit pas de vols longs courriers. Par ailleurs, un second aéroport existe, celui de Canefield, moins fréquenté.

## Politique

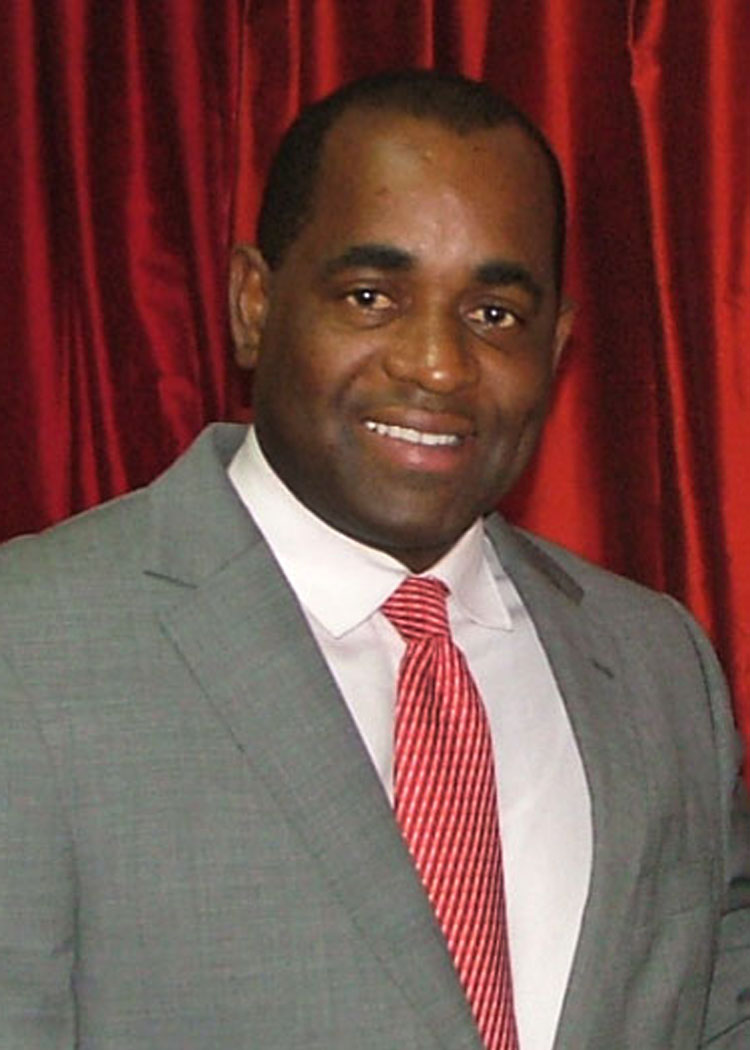
Le Premier ministre actuel du Commonwealth de la Dominique, Roosevelt Skerrit.

La Dominique est une république démocratique qui combine des aspects du modèle républicain et du « système de Westminster ». Le président est élu par le Parlement pour un mandat de cinq ans (art. 18 de la Constitution). En accord avec l'article 59 de la Constitution, il choisit comme Premier ministre un député qui a l'appui d'une majorité au sein du Parlement.
La Dominique est membre du Caricom, de l'AEC, de l'OECO, du Commonwealth, de l'OEA, de l'ALBA, de l'ONU, et de la Francophonie.
La présidente depuis 2023 est Sylvanie Burton. Roosevelt Skerrit est Premier ministre depuis 2004.

## Subdivisions

Divisions administratives dominiquaises.

La Dominique est divisée en dix paroisses.

## Économie
L'économie dominiquaise dépend surtout du tourisme et de l'agriculture. En effet, l'agriculture, principalement la banane, représente 18 % du PIB et emploie 28 % de la main-d'œuvre. Les services (dont le tourisme) représentaient 58 % du PIB et 40 % de la main-d'œuvre en 2002. Des réformes ont été entreprises afin de développer les services financiers off-shore à l'instar d'autres îles de la région. C'est également un pavillon de complaisance. 
L'attribution de passeports dominiquais à des ressortissants étrangers non-résidents, en contrepartie de 100 000 dollars américains représente en 2023 plus de la moitié des recettes de l'État. L'ampleur prise par ce dispositif entraîne le rétablissement des visas à l'entrée de la Grande-Bretagne.   

### Projet géothermique Caraïbes
À partir de 2003, le gouvernement de la Dominique, les régions Guadeloupe et Martinique, l'Agence française de développement (AFD), l'Agence de l'environnement et de la maîtrise de l'énergie (ADEME) et le Bureau de recherches géologiques et minières (BRGM) ont envisagé de conduire en coopération un projet de développement des ressources géothermales de la Dominique. Il s'agirait d’exporter l'essentiel de la production électrique via des câbles sous-marins vers les deux îles françaises voisines (Guadeloupe et Martinique) qui constituent deux pôles de consommation électrique en forte croissance dans la Caraïbe.
En 2005, une étude préliminaire de cadrage technique et économique a eu lieu entre la Dominique et EDF pour la France, mais aussi plusieurs intervenants économiques. À partir de 2013, une nouvelle phase s'est ouverte avec le forage des premiers puits. Cette phase de préfiguration de la production doit aboutir à l'évaluation de la production et, par la suite, la mise en place d'une centrale de production.
Les prévisions économiques de 2018 menées par The Economist font de la Dominique le pays à plus forte croissance du PIB par rapport à l'année précédente, avec une progression de 8,8 %.

## Démographie
La population de la Dominique est de 71 293 habitants selon le recensement de 2011. En 2001, la population s'identifiait à 86,8 % en tant que descendants d'Africains/noirs, 9,1 % se disaient d'origine « mixte », 2,9 % Amérindiens (Kalinago) et 0,8 % Caucasiens/blancs ; l'île comptait également de petites communautés d'Indiens, de Chinois et de Syriens/Libanais,. 
La population de l'île croît peu, en partie du fait de l'émigration. La population des Kalinagos, comptant 3 000 personnes, est l'une des dernières présences indigènes des Antilles. Ces derniers vivent aujourd'hui dans une réserve créée spécialement pour eux en 1903, le Territoire Kalinago,.

### Langues
Bien que la langue officielle du pays soit l'anglais, 80 % des citoyens s'expriment en créole dominiquais, créole à base lexicale française. D'après les derniers recensements de 2014 (OIF) 10 % de la population parle en tant que langue principale le français (7 000 locuteurs). La Dominique est devenue membre de l'Organisation internationale de la francophonie en décembre 1979.

### Religions

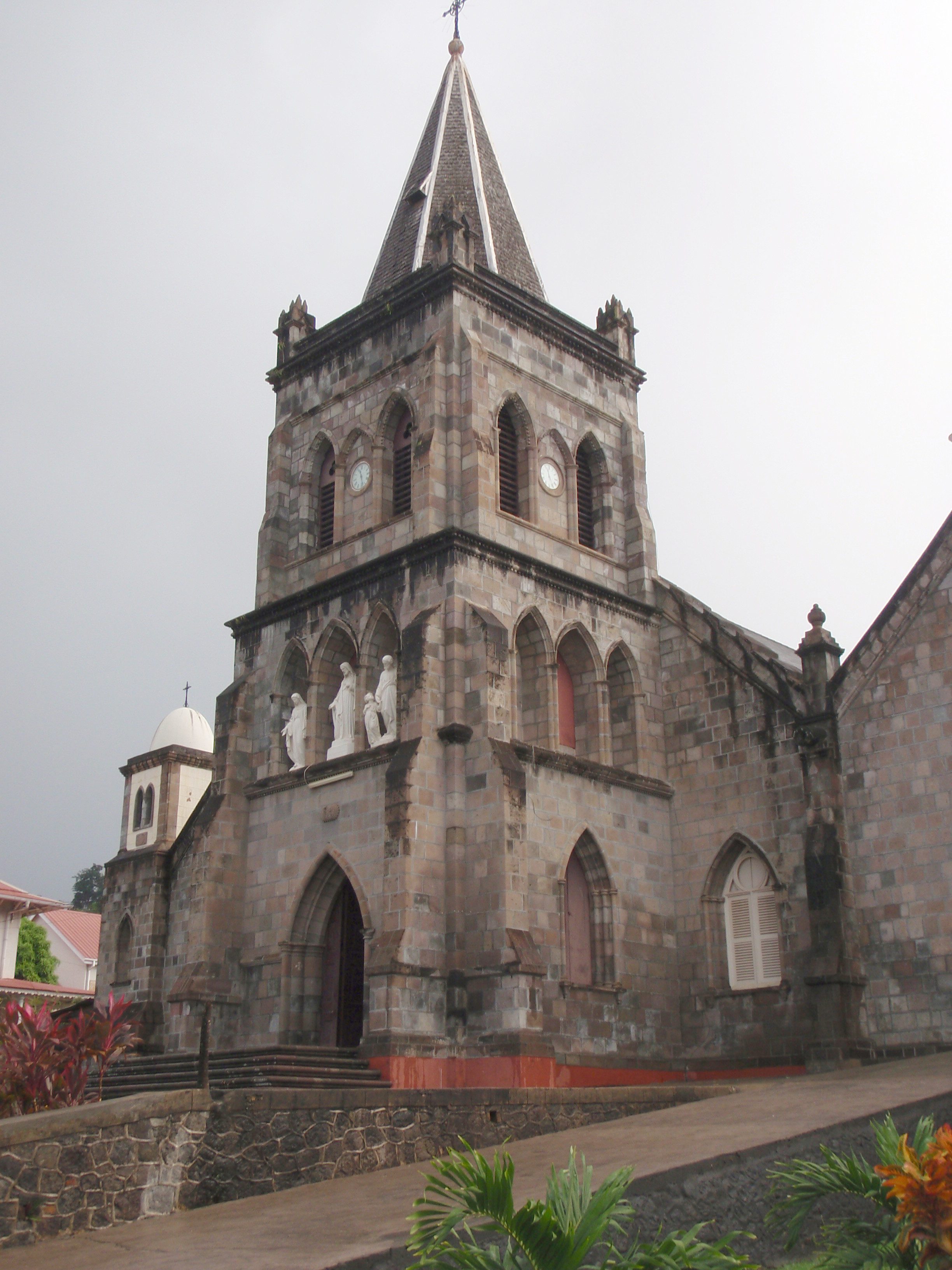
La cathédrale Notre-Dame de Fair Haven de Roseau.

Dans un recensement fait en 2001,, sur 69 775 habitants : 91,2 % des Dominiquais affirmaient leur appartenance à différentes branches du christianisme, 61,4 % de la population se disaient catholiques, 28,6 % étaient affiliés à différentes églises protestantes (dont 6,7 % se disant protestants évangéliques, 6,1 % adventistes, 5,6 % pentecôtistes, 4,1 % baptistes, 3,7 % méthodistes et 2,4 % d'autres églises protestantes), et 1,2 % déclarait être Témoins de Jéhovah. Par ailleurs, 1,3 % de la population (897 Dominiquais) se réclamaient du rastafarisme, et l'islam (0,2 %) et l'hindouisme (0,1 %) comptaient quelques dizaines de fidèles. 6,1 % de la population enfin ne revendiquaient aucune affiliation religieuse. 
Selon l'institut privé Pew Research Center, en 2010, 94,4 % des habitants de la Dominique étaient chrétiens, principalement répartis entre catholiques (58,1 %) et protestants (35,5 %), et 3,0 % de la population pratiquaient une religion populaire.

## Culture
- Culture de la Dominique (es) ;
- Cinéma caribéen, liste de films caribéens ;
- Culture des Caraïbes (en) ;
- Art caribéen (en) ;
- Musique de la Dominique (en).

### Fêtes et jours fériés
- La fête nationale du Commonwealth de la Dominique est le jour de l'indépendance soit le 3 novembre[29].

### Musées

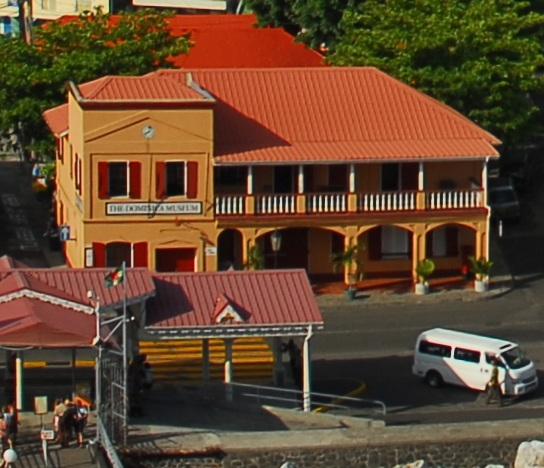
Musée national de la Dominique.

- The Dominica Museum (en)

### Ordres et décorations
- Ordre du Sissérou (Sisserou Award of Honour).
- Ordre de la Dominique (Dominica Award of Honour), la plus haute distinction.

### Littérature
- Phyllis Shand Allfrey ;
- Lennox Honychurch ;
- Elma Napier ;
- Jean Rhys.